# نوبورو ناكاياما
نوبورو ناكاياما (باليابانية: 中山 昇) (7 يوليو 1987 في أوساكا في اليابان – )؛ هو لاعب كرة قدم ياباني سابق كان يلعب كلاعب وسط.

## وصلات خارجية
- نوبورو ناكاياما على موقع رابطة كرة القدم اليابانية للمحترفين (اليابانية)
- نوبورو ناكاياما على موقع Soccerway.com (الإنجليزية)
- نوبورو ناكاياما على موقع عالم كرة القدم.نت (الإنجليزية)